# Acrecebus
Acrecebus  é um gênero de cebídeo pré-histórico do Mioceno Tardio, encontrado no estado do Acre. É um dos fósseis de primatas brasileiros mais antigos, datado entre 9 e 6 milhões de anos atrás e um dos maiores macacos do Novo Mundo.